# 2. ceremonia wręczenia Orłów
2. ceremonia wręczenia Orłów za rok 1999, miała miejsce 11 kwietnia 2000 roku w Teatrze Wielkim w Warszawie.
Polskie Nagrody Filmowe zostały wręczone w czternastu kategoriach.
Najwięcej nominacji – po 11 – otrzymały dwa filmy: Pan Tadeusz w reżyserii Andrzeja Wajdy oraz Tydzień z życia mężczyzny w reżyserii Jerzego Stuhra. Dziesięć nominacji otrzymał obraz Dług Krzysztofa Krauzego, nominację mniej (czyli dziewięć) przyznano filmowi Ogniem i mieczem w reżyserii Jerzego Hoffmana. Siedem nominacji otrzymał film Wojaczek w reżyserii Lecha R. Majewskiego. Wszystkie wyżej wymienione tytuły nominowane zostały w kategorii najlepszy film.
Najwięcej nagród otrzymał film Pan Tadeusz Andrzeja Wajdy, który łącznie otrzymał sześć nagród, jednak tylko w kategoriach technicznych (najlepsze zdjęcia, muzyka, montaż, scenografia, dźwięk i nagroda za najlepszą główną rolę kobiecą Grażyny Szapołowskiej). Pięć nagród, w najważniejszych kategoriach: najlepszy film, reżyseria, scenariusz, główna rola męska i drugoplanowa rola męska, otrzymali twórcy filmu Dług. Dwie nagrody otrzymał film Ogniem i mieczem (nagroda dla najlepszego producenta i za drugoplanową rolę kobiecą Ewy Wiśniewskiej).
Obraz Tydzień z życia mężczyzny Jerzego Stuhra pomimo jedenastu nominacji nie otrzymał żadnej nagrody. Laureatem nagrody za osiągnięcia życia został Andrzej Wajda.

## Laureaci i nominowani
Laureaci nagród wyróżnieni są wytłuszczeniem

### Najlepszy film
Reżyser / Producenci / Koproducenci − Film
- Krzysztof Krauze / Juliusz Machulski – Dług
  - Jerzy Hoffman / Jerzy R. Michaluk i Jerzy Hoffman – Ogniem i mieczem
  - Andrzej Wajda / Lew Rywin – Pan Tadeusz
  - Jerzy Stuhr / Juliusz Machulski / Jacek Moczydłowski i Jacek Bromski – Tydzień z życia mężczyzny
  - Lech J. Majewski / Henryk Romanowski – Wojaczek

### Najlepsza reżyseria
- Krzysztof Krauze − Dług
  - Jerzy Hoffman − Ogniem i mieczem
  - Andrzej Wajda − Pan Tadeusz
  - Jerzy Stuhr − Tydzień z życia mężczyzny
  - Lech J. Majewski − Wojaczek

### Najlepszy scenariusz
- Krzysztof Krauze i Jerzy Morawski − Dług
  - Robert Brutter i Maciej Dutkiewicz − Fuks
  - Andrzej Wajda − Pan Tadeusz
  - Jerzy Stuhr − Tydzień z życia mężczyzny
  - Lech J. Majewski i Maciej Melecki − Wojaczek

### Najlepsza główna rola kobieca
- Grażyna Szapołowska − Pan Tadeusz
  - Magdalena Cielecka − Amok
  - Agnieszka Krukówna − Fuks
  - Małgorzata Dobrowolska − Tydzień z życia mężczyzny
  - Dominika Ostałowska − Wojaczek

### Najlepsza główna rola męska
- Robert Gonera − Dług
  - Mirosław Baka − Amok
  - Michał Żebrowski − Ogniem i mieczem
  - Bogusław Linda − Pan Tadeusz
  - Jerzy Stuhr − Tydzień z życia mężczyzny

### Najlepsza drugoplanowa rola kobieca
- Ewa Wiśniewska − Ogniem i mieczem
  - Danuta Szaflarska − Egzekutor
  - Stanisława Celińska − Fuks
  - Kinga Preis − Poniedziałek
  - Danuta Szaflarska − Tydzień z życia mężczyzny

### Najlepsza drugoplanowa rola męska
- Andrzej Chyra − Dług
  - Krzysztof Majchrzak − Amok
  - Janusz Gajos − Fuks
  - Bohdan Stupka − Ogniem i mieczem
  - Krzysztof Stroiński − Tydzień z życia mężczyzny

### Najlepsze zdjęcia
- Paweł Edelman − Pan Tadeusz
  - Bartosz Prokopowicz − Dług
  - Jarosław Szoda − Egzekutor
  - Jolanta Dylewska − Królowa aniołów
  - Adam Sikora − Wojaczek

### Najlepsza muzyka
- Wojciech Kilar − Pan Tadeusz
  - Michał Urbaniak − Dług
  - Tomasz Stańko − Egzekutor
  - Krzesimir Dębski − Ogniem i mieczem
  - Wojciech Kilar − Tydzień z życia mężczyzny

### Najlepszy montaż
- Wanda Zeman − Pan Tadeusz
  - Ewa Smal − Ajlawju
  - Krzysztof Szpetmański − Dług
  - Jadwiga Zajiček − Kiler-ów 2-óch
  - Elżbieta Kurkowska − Tydzień z życia mężczyzny

### Najlepsza scenografia
- Allan Starski − Pan Tadeusz
  - Magdalena Dipont − Dług
  - Andrzej Przedworski − Fuks
  - Andrzej Haliński − Ogniem i mieczem
  - Katarzyna Jarnuszkiewicz − Wojaczek

### Najlepszy dźwięk
- Nikodem Wołk-Łaniewski − Pan Tadeusz
  - Barbara Domaradzka − Fuks
  - Marek Wronko − Kiler-ów 2-óch
  - Piotr Knop i Krzysztof Wodziński − Ogniem i mieczem
  - Marek Wronko i Katarzyna Dzida − Tydzień z życia mężczyzny

### Najlepszy producent
- Jerzy R. Michaluk i Jerzy Hoffman − Ogniem i mieczem
  - Juliusz Machulski − Dług
  - Lew Rywin − Pan Tadeusz
  - Juliusz Machulski − Tydzień z życia mężczyzny
  - Henryk Romanowski − Wojaczek

### Nagroda za osiągnięcia życia
- Andrzej Wajda

## Podsumowanie liczby nominacji
(Ograniczenie do dwóch nominacji)
11 : Pan Tadeusz, Tydzień z życia mężczyzny
10 : Dług
9 : Ogniem i mieczem
7 : Wojaczek
6 : Fuks
3 : Amok, Egzekutor
2 : Kiler-ów 2-óch

## Podsumowanie liczby nagród
(Ograniczenie do dwóch nagród)
6 : Pan Tadeusz
5 : Dług
2 : Ogniem i mieczem